# كفر الأشقر
كفر الأشقر إحدى قرى مركز كفر الزيات التابع لمحافظة الغربية بجمهورية مصر العربية.

## التاريخ
يعد كفر الأشقر من القرى الحديثة، وأصله من توابع كفر إخشا، ثم فُصل عنه سنة 1226 هـ/1850م. أصل القرية توابع مركز تلا بمديرية المنوفية ثم نقلت إلى مركز كفر الزيات بمديرية الغربية لقربها منه في 6 أبريل 1955.

## السكان
بلغ عدد سكان كفر الأشقر 3212 نسمة حسب تقدير عام 2018.
| السنة  | 1882 | 1897 | 1907 | 1960 | 1976 | 1986 | 1996 | 2006  | 2018 |
| ------ | ---- | ---- | ---- | ---- | ---- | ---- | ---- | ----- | ---- |
| القرية | 877  | 1450 | 1379 | 1294 | 1477 | 1768 | 1865 | 2,159 | 3212 |